# Fafe
Fafe és un municipi portuguès, situat al districte de Braga, a la regió del Nord i a la Subregió de l'Ave. L'any 2001 tenia 52.757 habitants. Se sotsdivideix en 25 freguesies. Limita al nord amb Póvoa de Lanhoso i Vieira do Minho, a l'est amb Cabeceiras de Basto i Celorico de Basto, al sud amb Felgueiras i a l'oest ambn Guimarães. Fins a 1840 el concelho s'anomenava Montelongo o Monte Longo.
| Població del concelho de Fafe (1801 – 2004) | Població del concelho de Fafe (1801 – 2004) | Població del concelho de Fafe (1801 – 2004) | Població del concelho de Fafe (1801 – 2004) | Població del concelho de Fafe (1801 – 2004) | Població del concelho de Fafe (1801 – 2004) | Població del concelho de Fafe (1801 – 2004) | Població del concelho de Fafe (1801 – 2004) | Població del concelho de Fafe (1801 – 2004) |
| ------------------------------------------- | ------------------------------------------- | ------------------------------------------- | ------------------------------------------- | ------------------------------------------- | ------------------------------------------- | ------------------------------------------- | ------------------------------------------- | ------------------------------------------- |
| 1801                                        | 1849                                        | 1900                                        | 1930                                        | 1960                                        | 1981                                        | 1991                                        | 2001                                        | 2004                                        |
| 7573                                        | 13416                                       | 27346                                       | 32959                                       | 43782                                       | 45828                                       | 47862                                       | 52757                                       | 53528                                       |

## Freguesies
| - Aboim - Agrela - Antime - Ardegão - Armil - Arnozela - Cepães - Estorãos - Fafe - Fareja - Felgueiras - Fornelos - Freitas - Golães - Gontim - Medelo - Monte - Moreira do Rei | - Passos - Pedraído - Queimadela - Quinchães - Regadas - Revelhe - Ribeiros - Santa Cristina de Arões - São Clemente de Silvares - São Gens - São Martinho de Silvares - São Romão de Arões - Seidões - Serafão - Travassós - Várzea Cova - Vila Cova - Vinhós |